# Michael Marletta
Pour les articles homonymes, voir Marletta.
Michael Marletta, né en 1951 à Rochester dans l'État de New York, est un chimiste américain, membre de l'Académie nationale des sciences (États-Unis).

## Carrière professionnelle
Michael Marletta est professeur de chimie et directeur du département de chimie à l'Université de Californie à Berkeley.
Il entre ensuite au Scripps Research Institute à La Jolla (Californie). Professeur de chimie, il poursuit un important programme de recherche. En janvier 2012, il est nommé président de cet institut.

## Travaux de recherche
Ses études se trouvent à l'interface entre la chimie et la biologie. Il étude principalement les fonctions des protéines et le mécanisme de réaction des enzymes. Il est connu pour avoir découvert et étudié le rôle de l'acide nitrique dans les cellules. L'acide nitrique est toxique, mais en très petites quantités il est essentiel pour certains mécanismes cellulaires. Ses découvertes ont permis de comprendre au niveau moléculaire les mécanismes généraux par lesquels les gaz sont utilisés par le cellules.
Il a récemment participé à fonder la Start-up biotech Omniox.

## Publications
- Oxygen radicals in biological systems, Éditions Lester Packer, Elsevier, 1994,  (ISBN 978-0-12-182134-0), [lire en ligne]
- CGMP : Generators, Effectors and Therapeutic Implications, Éditions Harald H. H. W. Schmidt, Franz Hofmann, Johannes-Peter Stasch, Springer, 2009,  (ISBN 978-3-540-68960-7), [lire en ligne]

## Distinctions
Il a obtenu plusieurs prix, dont le Prix MacArthur en 1995.
Il est membre de l'Institut Of Medecine en 1999, Harrison Howe Awardee, membre de l'Académie nationale des sciences (États-Unis) en 2006 et de la Royal Society of Chemistry en 2009.